# Skandinavisches Verteidigungsbündnis

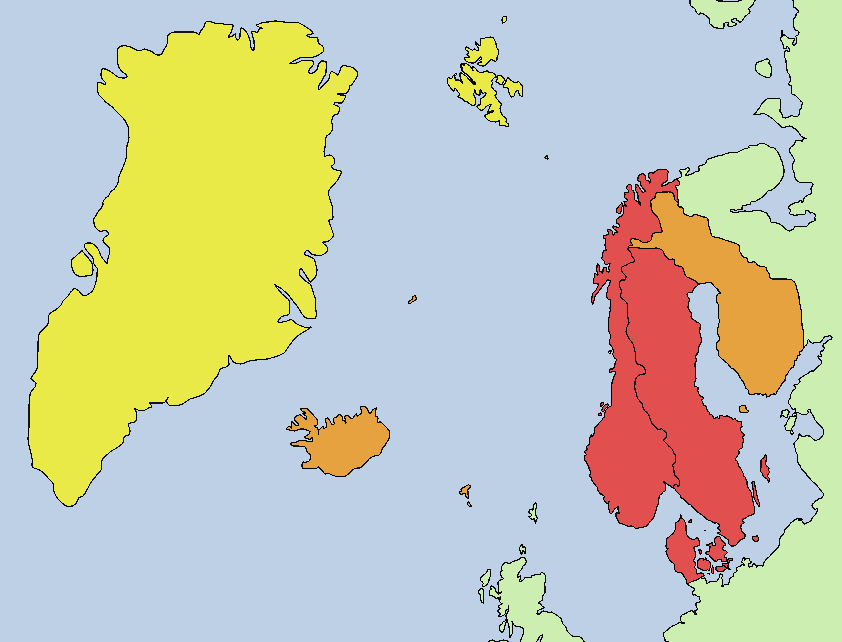
Die Nordischen Länder

Das Skandinavische Verteidigungsbündnis war ein nach dem Zweiten Weltkrieg unter den Nordischen Ländern diskutiertes Verteidigungsbündnis zwischen den Staaten Dänemark, Norwegen, Schweden und Finnland. Hintergrund waren die Erfahrungen des Zweiten Weltkrieges.
Die sich traditionell neutral verhaltenden nordischen Länder Dänemark und Norwegen wurden von NS-Deutschland besetzt, während sich Finnland im Konflikt um Karelien von der Sowjetunion bedroht sah. Schweden war als einziges nordisches Land nicht unmittelbar vom Krieg betroffen. Zur Initiierung des Bündnisses wurde eine zwischenstaatliche Arbeitsgruppe eingesetzt.
Die Idee eines nordischen Verteidigungsbündnisses wurde aber bald aus verschiedenen Gründen wieder aufgegeben. Zum einen bestand ein unlösbarer Konflikt zwischen Norwegen, das sich dem Westen öffnen wollte und Schweden, das auf einer vollkommenen Neutralität bestand. Für Dänemark war es kaum möglich, die Verteidigung Grönlands als Überseegebiet einzubeziehen. Letztendlich entschieden sich Norwegen und Dänemark für einen Anschluss an das westliche Verteidigungsbündnis NATO. Das verbleibende Schweden behielt eine neutrale Position.